# Giovanna C (schip, 1947)
De Giovanna C is een voormalig schip van de Italiaanse rederij Costa Crociere. De rederij kocht het vrachtschip, destijds nog Horace Luckenbach geheten, in 1947 van de Amerikaanse regering. Nadat het aanvankelijk dienst deed als vrachtschip werd het in 1949 omgebouwd tot emigrantenschip. Er was plek voor 1300 passagiers die aan boord in grote slaapzalen werden ondergebracht. Het werd speciaal ingezet voor de grote uitstroom van mensen vanuit Europa naar Noord- en Zuid-Amerika. Het schip werd in 1953 gesloopt.